# Аквавива-Пичена
Аквавива-Пичена (итал. Acquaviva Picena) — город в Италии, расположен в регионе Марке, подчинён административному центру Асколи-Пичено (провинция).
Население составляет 3411 человек, плотность населения составляет 171 чел./км². Занимает площадь 20 км². Почтовый индекс — 63030. Телефонный код — 00735.
Покровителем коммуны почитается святитель Николай Мирликийский, празднование 6 декабря.